# 214年
| 千纪： | 1千纪                                                                                           |
| 世纪： | 2世纪 \| 3世纪 \| 4世纪                                                                         |
| 年代： | 180年代 \| 190年代 \| 200年代 \| 210年代 \| 220年代 \| 230年代 \| 240年代                       |
| 年份： | 209年 \| 210年 \| 211年 \| 212年 \| 213年 \| 214年 \| 215年 \| 216年 \| 217年 \| 218年 \| 219年 |
| 纪年： | 甲午年（马年）；东汉建安十九年；日本神功皇后攝政14年；皇紀874年                                 |

## 大事记
- 中国
  - 春天，馬超向張魯借兵進攻祁山，被夏侯淵大敗。夏侯淵亦乘勢攻打韓遂。
  - 皖城之戰，孫權攻克皖城。
  - 曹操南征孫權不成，班師前留張遼、樂進、李典等七千多人防守合肥。
  - 3月，漢室授金璽、赤紱、遠遊冠給曹操。
  - 劉備召諸葛亮、張飛、趙雲等入川，協同攻取益州，關羽挑起鎮守荊州重任。
  - 群雄刘备率军至成都，劉璋投降，成為益州之主。
  - 孫權以劉備得益州為由，要求歸還荊州。劉備不肯，派去的官吏又被關羽驅逐，於是命令呂蒙攻取長沙、零陵、桂陽三郡。
  - 11月，曹操逼漢獻帝廢后，更先替獻帝寫好詔書，命郗慮持節接收皇后印綬，又命尚書令華歆領兵入宮殺害伏壽，所生的兩位皇子亦以毒酒毒殺，伏氏宗族有百多人亦被處死，伏皇后母親盈等十九人都被流放到涿郡。

## 各国领袖

### 亞洲
- 中國（東漢）
  - 君主：漢獻帝（189年－220年）
  - 實質掌權者: 曹操（丞相、魏公213-216）
  - 主要州牧：曹操、孙权、劉璋（投降刘备）、劉備、张鲁
- 南匈奴 - 呼厨泉单于（195年－216年）
- 日本 - 神功皇后（攝政，200年－270年）
- 泰米尔哲罗（Chera）王朝 - Yanaikat-sey Mantaran Cheral（201年－241年）
- 亚美尼亚 - 霍斯羅夫一世, 亚美尼亚国王 (198-217)
- 朝鲜半岛 (朝鲜三国时代)
  - 百济 -

  1. 肖古王, 百济王 (166–214)
  2. 仇首王, 百济王 (214–234)

  - 金官伽耶 - 居登王, 伽耶王 (199-259)
  - 高句丽 - 山上王, 高句丽王 (197–227)
  - 新罗 - 奈解尼師今, 新罗王 (196–230)
- 高加索伊比利亚王国 - Rev I the Just（英语：Rev I of Iberia）, 伊比利亚王 (189-216)
- 贵霜帝国 - 韋蘇提婆一世（Vasudeva I） (c.191-225)
- 奥斯若恩 - Abgar 十世 Severus bar Ma'nu, 奥斯若恩国王 (212-214)
- 安息帝国 - Vologases六世（英语：Vologases VI of Parthia）, 帕提亚国王 (c.208-228)

### 欧洲
- 罗马帝国 - 卡拉卡拉, 罗马皇帝 (211-217)

### 非洲
- 库什王朝 (Kush) - Teritedakhatey国王，（200年－215年）

## 逝世
- 伏壽，漢獻帝皇后
- 龐統，三國時期劉備重要謀士。
- 田疇，東漢未年人物。
- 荀攸，曹操重要謀士。
- 蒯越，故荊州牧劉表的謀士，後任光祿勳。
- 張任，劉璋麾下大將，雁橋之戰敗於劉備，拒絕投降而被殺。